# Psamlade psalmer
Psamlade psalmer är ett samlingsalbum av det svenska rockbandet Dia Psalma. Det gavs ut av Birdnest Records i maj 2006 i samband med bandets återförening och innehåller det allra mesta förutom maxisingeln "Stora bollar av eld".

## Låtar på albumet
CD 1
1. Vad har du kvar
2. I fädrens spår
3. Hundra kilo kärlek
4. Hon kom över mon
5. Ack högaste himmel
6. Mördarvals
7. Emelie
8. Hon får...
9. Tro rätt, tro fel
10. Språk
11. Vemodsvals
12. Gryningsvisa i D-moll
13. Alla älskar dig
14. Atomvinternatt
15. Balladen om lilla Elsa
16. Jag tror på allt
17. Vi svartnar
18. Den som spar
19. Luft
20. Illusioner
21. Kalla sinnen
22. Ditt samvetes armé
23. Mamma

CD 2
1. United States of Europe
2. Trash future dance
3. Love gun (Cover på Kiss)
4. Grytfot
5. Planeter
6. Del I
7. Bara ord
8. Rock you (Cover på Helix)
9. Requiem
10. We love you
11. Hon får... (Singelversionen)
12. Bärsärkar-marsch
13. Höstmåne
14. For whom the bell tolls (Cover på Metallica)
15. Efter allt
16. World (Cover på Sator)
17. Skymningstid
18. I evighet
19. Sol över oss
20. Alla dör för ingenting
21. Del II
22. Motorbreath (Cover på Metallica)
23. Öga för öga